# Kanumarathon-Weltmeisterschaften 2004
Die 12. Kanumarathon-Weltmeisterschaften fanden am 31. Juli und 1. August 2004 im norwegischen Bergen statt. Der austragende Verband war die ICF.
Die Länge der Strecke betrug 33 km.
Es wurden vier Wettbewerbe für Männer und zwei Wettbewerbe für Frauen ausgetragen.

## Medaillengewinner

### Herren

#### Canadier
| Disziplin | Gold                             | Zeit      | Silber                          | Zeit      | Bronze                          | Zeit      |
| --------- | -------------------------------- | --------- | ------------------------------- | --------- | ------------------------------- | --------- |
| C1        | Ungarn Edvin Csabai              | 3:07:51 h | Slowakei Radoslav Rus           | 3:09:04 h | Frankreich Bertrand Hémonic     | 3:09:51 h |
| C2        | Ungarn Edvin Csabai Attila Györe | 2:54:07 h | Portugal José Sousa Nuno Barros | 2:55:15 h | Spanien Óscar Graña Ramón Ferro | 2:57:06 h |

#### Kajak
| Disziplin | Gold                                                  | Zeit      | Silber                            | Zeit      | Bronze                                  | Zeit      |
| --------- | ----------------------------------------------------- | --------- | --------------------------------- | --------- | --------------------------------------- | --------- |
| K1        | Spanien Manuel Busto Fernández                        | 2:42:03 h | Dänemark Michael Kongsgaard       | 2:42:04 h | Südafrika Shaun Rubenstein              | 2:43:30 h |
| K2        | Spanien Manuel Busto Fernández Oier Aizpurua Aranzadi | 2:32:14 h | Ungarn Istvan Salga Attila Jambor | 2:32:19 h | Ungarn Viktor Szakaly Krisztian Szigeti | 2:32:27 h |

### Damen

#### Kajak
| Disziplin | Gold                                 | Zeit      | Silber                                  | Zeit      | Bronze                                              | Zeit      |
| --------- | ------------------------------------ | --------- | --------------------------------------- | --------- | --------------------------------------------------- | --------- |
| K1        | Italien Elisabetta Introini          | 3:03:36 h | Portugal Beatriz Gomes                  | 3:03:39 h | Polen Barbara Przybylska                            | 3:03:39 h |
| K2        | Ungarn Berenike Faldum Linda Benedek | 2:50:16 h | Dänemark Anne Lolk Thomsen Mette Barfod | 2:50:17 h | Spanien Amaia Osaba Olaberri Naiara Gomez Rodriguez | 2:50:36 h |

## Medaillenspiegel
| Rang   | Nation     | Gold | Silber | Bronze | Gesamt |
| ------ | ---------- | ---- | ------ | ------ | ------ |
| 1      | Ungarn     | 3    | 1      | 1      | 5      |
| 2      | Spanien    | 2    | 0      | 2      | 4      |
| 3      | Italien    | 1    | 0      | 0      | 1      |
| 4      | Dänemark   | 0    | 2      | 0      | 2      |
| 4      | Portugal   | 0    | 2      | 0      | 2      |
| 6      | Slowakei   | 0    | 1      | 0      | 1      |
| 7      | Südafrika  | 0    | 0      | 1      | 1      |
| 7      | Frankreich | 0    | 0      | 1      | 1      |
| 7      | Polen      | 0    | 0      | 1      | 1      |
| Gesamt | Gesamt     | 6    | 6      | 6      | 18     |